# Shadow Moses
"Shadow Moses'" es una canción de la banda de rock inglesa Bring Me the Horizon. Escrito por el vocalista Oliver Sykes, el guitarrista Lee Malia y el tecladista Jordan Fish, fue producido por Terry Date y presentado en el cuarto álbum de estudio de la banda, Sempiternal. La canción fue lanzada como el single principal del álbum el 11 de enero de 2013, alcanzando el número 82 en el Reino Unido Singles Chart y el número 2 en el UK Rock & Metal Singles Chart.
Una de las primeras canciones escritas para Sempiternal, "Shadow Moses" presenta el uso del título del álbum varias veces a lo largo de la canción. La pista lleva el nombre de la localización principal del videojuego de 1998 Metal Gear Solid, cuyo tema de cierre se menciona en la línea vocal inicial de la canción. "Shadow Moses" fue aclamado por la crítica después de su lanzamiento y es una de las canciones más interpretadas de la banda en shows en vivo.

## Composición
"Shadow Moses" fue escrito originalmente con la intención de posiblemente lanzarlo gratis antes del lanzamiento de Sempiternal, según el vocalista de Bring Me the Horizon, Oliver Sykes, antes de que la gerencia supuestamente se opusiera a la idea y alentara a la banda a guardarla para el álbum. Tanto Oliver Sykes como el baterista Matt Nicholls lo describieron como "la canción más segura" del álbum".
El estribillo de la canción tiene la frase "Can you tell from the look in our eyes? We're going nowhere! We live our lives, and we're ready to die! We're going nowhere!" (¿Puedes ver por la mirada en nuestros ojos? ¡No vamos a ninguna parte! ¡Vivimos nuestras vidas, y estamos listos para morir! ¡No vamos a ninguna parte!), Que tras su lanzamiento en enero de 2013 Chad Childers de Loudwire afirmó que "ya había trabajado magistralmente como una llamada y respuesta de la audiencia en las actuaciones en directo recientes de la banda".También incluye el título del álbum en la frase "This is sempiternal!", Que cuando se vincula con "We're nowhere!" la línea produce "un pensamiento bastante triste", de acuerdo con Childers.  La canción presenta dos referencias al videojuego de 1998 Metal Gear Solid: el título es una referencia del escenario principal del juego, y la línea vocal coral inicial está basada en "The Best Is Yet To Come", el tema de cierre del juego (originalmente interpretado por Aoife Ní Fhearraigh).
Childers describió el estilo musical de "Shadow Moses" como "la fuerza requerida, la agresión y la conducción del trabajo de guitarra que uno esperaría de Bring Me the Horizon, junto con un coro que es increíblemente contagioso". Según el ingeniero de mezcla David Bendeth, la canción siempre fue pensada para ser lanzada como el sencillo principal del álbum, y en consecuencia fue la primera canción de la colección completada.

## Promoción
"Shadow Moses" recibió su estreno mundial en el Rock Show de BBC Radio 1 con Daniel P. Carter el 4 de enero de 2013, antes de ser lanzado como el primer sencillo de Sempiternal la semana siguiente en forma de descarga digital. Debido a la popularidad de la canción, la disquera norteamericana Epitaph Records la subió a su canal de YouTube una semana antes de lo que habían planeado. Además de Sempiternal, la canción también se presentó en el álbum de video en vivo debut de la banda, Live at Wembley de 2015, así como en su segundo, 2016 Live en el Royal Albert Hall. En octubre de 2015, "Shadow Moses" apareció como una canción reproducible en el videojuego musical Guitar Hero Live.

## Video musical
El video musical de "Shadow Moses" fue lanzado el 22 de enero de 2013. Dirigido por el dúo alemán A Nice Idea Every Day y filmado en la isla de Rügen, representa a la banda actuando contra varios "telones de fondo incluyendo una nieve-campo cubierto y una costa oceánica en invierno", filmado con un" truco de cámara de corte rápido "que produce la sensación de cinetosis. La técnica de filmación, conocida como "cambio de cámara ", se describe como" fascinante y desequilibrante ". movimiento de lado a lado ". La recepción del video fue positiva: Chad Childers de Loudwire lo describió como "único", "llamativo" y "llamativo", mientras que Marc Zanotti de Music Feeds lo elogió por "capturar la energía agresiva del single".

## Posicionamiento en listas
| Chart (2013)                           | Peak position |
| -------------------------------------- | ------------- |
| Escocia (Scottish Singles Sales Chart) | 86            |
| Reino Unido (UK Singles Chart)         | 82            |
| Reino Unido (UK Rock & Metal Singles)  | 2             |

## Certificaciones
| País        | Organismo certificador | Certificación | Ventas certificadas | Ref.  |
| ----------- | ---------------------- | ------------- | ------------------- | ----- |
| Reino Unido | BPI                    | Plata         | 200 000             | [ 4 ] |